# Ferruccio Bimbi
Ferruccio Bimbi (Forcoli, 12 febbraio 1933 – Pontedera, 12 maggio 2014) è stato un calciatore italiano, di ruolo difensore.

## Carriera
Nella stagione 1953-1954 gioca in Promozione nel Forcoli; nella stagione 1954-1955 fa parte della rosa della SPAL, squadra di Serie A, con cui non scende però mai in campo. Nella stagione 1955-1956 fa il suo esordio tra i professionisti, giocando 27 partite in Serie C con la maglia dell'Empoli. A fine anno passa alla Federconsorzi, con cui sfiora la promozione in Serie C; la squadra a fine anno si fonde con la Chinotto Neri (che l'aveva preceduta in classifica nella IV Serie 1956-1957 venendo promossa) prendendo il nome di FEDIT Roma. Bimbi nella stagione 1957-1958 Bimbi gioca in questa società, con cui disputa 30 partite in Serie C; a fine anno viene tesserato dal Catania, con cui nella stagione 1958-1959 esordisce in Serie B, categoria in cui totalizza 23 presenze. A fine anno passa alla Tevere Roma, con cui nella stagione 1959-1960 gioca in Serie C; dopo una stagione al Pisa (nella quale gioca 21 partite e segna un goal) torna alla Tevere Roma, in cui milita nella stagione 1961-1962, nella stagione 1962-1963 e nella stagione 1963-1964, con complessive 95 presenze ed un goal in Serie C. Chiude infine la carriera con la maglia del Pontedera, con la quale disputa 34 partite in Serie C nella stagione 1964-1965.